# Bruce McCandless II

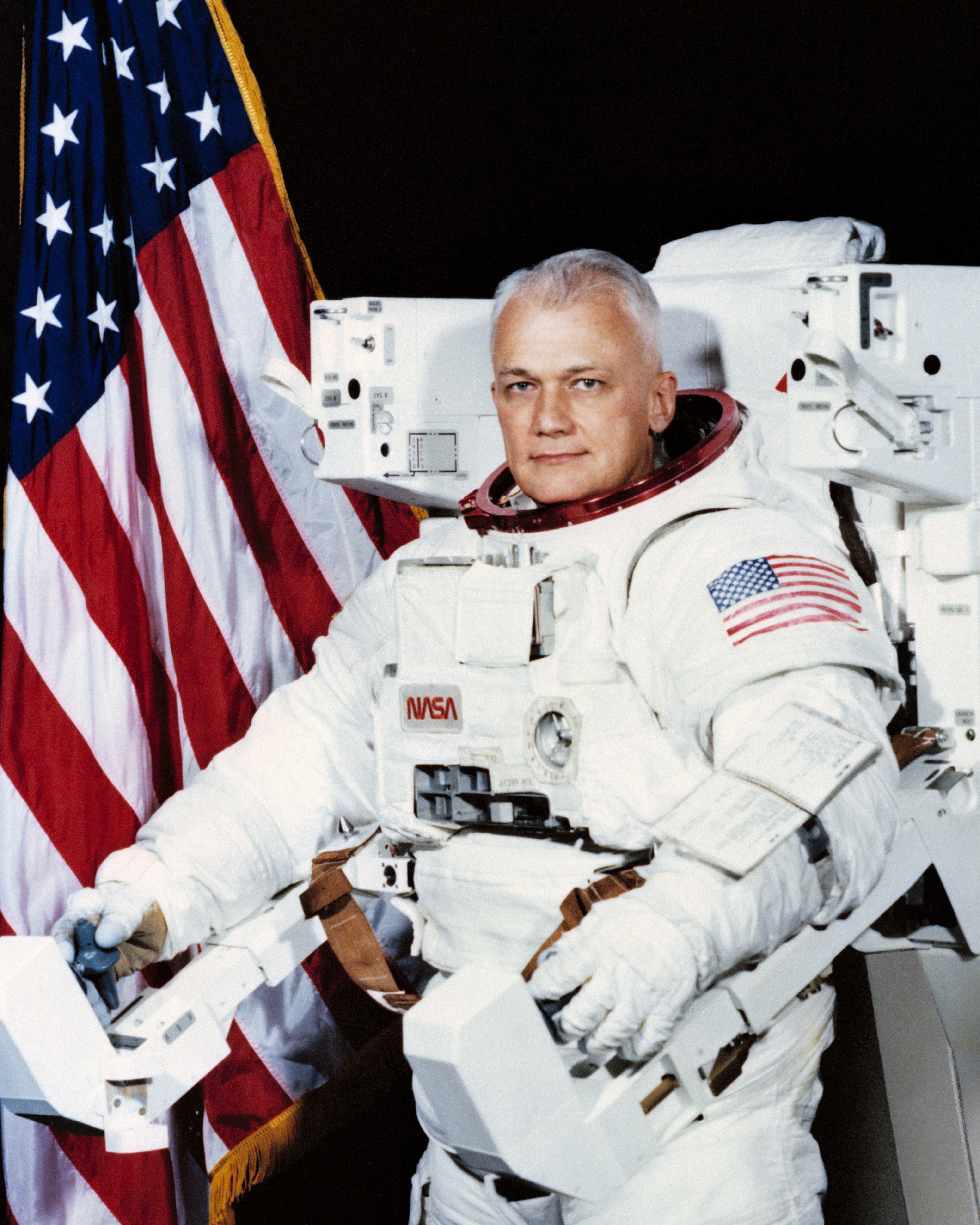
Bruce McCandless

Bruce McCandless II  (Boston, Massachusetts, 1937. június 8. – Los Angeles, Kalifornia, 2017. december 21.) amerikai villamosmérnök, pilóta, űrhajós. Ő volt az első ember, aki biztosító kábel nélkül mozgott a világűrben. Űrhajós pályafutását 1990. augusztus 31-én fejezte be.

## Életpályája
1958-ban az US Naval Academy keretében haditengerészeti tudományokból vizsgázott.  1960-ban kapott repülőgép vezetői jogosítványt. Az USS Forrestal és az USS Enterprise repülőgép hordozókon teljesített szolgálatot. A Kubai rakétaválság idején az USS Enterprise repülőegységének tagja. 1965-ben Stanford Egyetemen villamosmérnök oklevelet szerzett. 1987-ben az  Houstoni Egyetem Master of Business Administration diplomát kapott. Több mint 5200 órát töltött a levegőben (repülő/űrrepülő), repülőgépei voltak: T–33 Shooting Star, T–38 Talon, F–4 Phantom II,  F–6A Skyray,  F–11 Tiger,  F–9 Cougar,  T- 34B Mentor,  Bell 47G.
1966. április 4-től a Lyndon B. Johnson Űrközpontban 19 űrhajóstársával részesült kiképzésben. Tagja volt az Apollo–11 és az Apollo–14 támogató (problémamegoldó) csoportjának. Két űrszolgálata alatt összesen 13 napot és 31 percet (312 óra) töltött a világűrben. Két űrsétán (kutatás, szerelés) 12 óra 12 percet töltött az űrrepülőgépen kívül. Az első ember, aki biztosító kábel nélkül mozgott a világűrben. Űrhajós pályafutását 1990. augusztus 31-én fejezte be.

## Űrrepülések
- STS–41–B, a Challenger űrrepülőgép 4. repülésének küldetésfelelőse. Mintegy 8 órával a felemelkedés után pályába helyezték a műholdakat. A Westar–6 és a Palapa–4 (Palapa–B2) műholdak PAM–D motorja nem tudta megfelelő pályára állítani a műholdakat. Első alkalommal történt, hogy az űrsétát biztosító kábel nélkül hajtották végre. McCandless és Robert Lee Stewart két űrsétát hajtott végre az új Emberes Manőverező Egység (Manned Maneuvering Unit) (MMU) segítségével. McCandless az első űrsétán 98 méterre távolodott el az űrrepülőgéptől. Végrehajtották az előírt kutatási, kísérleti feladatokat. Első alkalommal szálltak le az indítást biztosító Kennedy Űrközpont repülőterére. Első űrszolgálata alatt összesen 7 napot, 23 órát és 15 percet (192óra) töltött a világűrben. 5 329 150 kilométert (3 311 380 mérföldet) repült, 128 alkalommal kerülte meg a Földet.
- STS–31, a Discovery űrrepülőgép 10. repülésének küldetésfelelőse. A űrrepülőgép fő terhe a Hubble űrtávcső volt, amelyet a hosszabb élettartam miatt magasabb, 600 kilométeres pályára kellett állítani. Ez volt addig a legnagyobb magasság, amelyet egy amerikai űrrepülőgép elért. Második űrszolgálata alatt összesen 5 napot, 1 órát és 16 percet (121 óra) töltött a világűrben. 3 328 466 kilométert repült, 80 alkalommal kerülte meg a Földet.

### Tartalék személyzet
Skylab–2 modul parancsnok, az első emberes Skylab küldetés tartalék pilótája